# ارتش میسی‌سیپی
ارتش میسی‌سیپی (انگلیسی: Army of the Mississippi) عنوانی است که به دو واحد نظامی از نیروهای ارتش اتحادیه در طول جنگ داخلی آمریکا منتسب داده شده‌است که محدوده عملیات نظامی آنها در اطراف رودخانه می‌سی‌سی‌پی بود.